# Diofantische meetkunde
In de wiskunde is de diofantische meetkunde een benadering van de theorie van de diofantische vergelijkingen. De meetkunde formuleert vragen over diofantische vergelijkingen in termen van algebraïsche meetkunde over een lichaam/veld {\displaystyle K}, dat niet algebraïsch gesloten is, zoals op het gebied van rationale getallen of eindige lichamen/velden, of meer algemeen commutatieve ringen, zoals de gehele getallen. Een enkele vergelijking definieert een hyperoppervlak. Een stelsel diofantische vergelijkingen geeft aanleiding tot een algemene algebraïsche variëteit {\displaystyle V} over {\displaystyle K}. Een typische vraag binnen de diofantische meetkunde gaat over de aard van de verzameling {\displaystyle V(K)}) van punten op {\displaystyle V} met coördinaten in {\displaystyle K}. Kwantitatieve vragen over de complexiteit van deze oplossingen worden gesteld, evenals de kwalitatieve vraag of er überhaupt een oplossing bestaat en als dat het geval is of er een oneindig aantal oplossingen bestaan. 
Bij de meetkundige aanpak is de beschouwing van homogene vergelijkingen en homogene coördinaten fundamenteel, op dezelfde gronden dat de projectieve meetkunde de dominante benadering binnen de algebraïsche meetkunde is. Rationaaltallige oplossingen zijn daarom de belangrijkste overweging; maar geheeltallige oplossingen (dat wil zeggen roosterpunten) kunnen behandeld worden op de manier waarop een affiene variëteit beschouwd wordt binnen een projectieve variëteit die extra punten op oneindig heeft.